# Sigurd Johannes Savonius
Sigurd Johannes Savonius (Hämeenlinna, 2 de novembro de 1884 — 31 de maio de 1931) foi um arquiteto e inventor finlandês. É conhecido pelo rotor Savonius, que inventou em 1924.

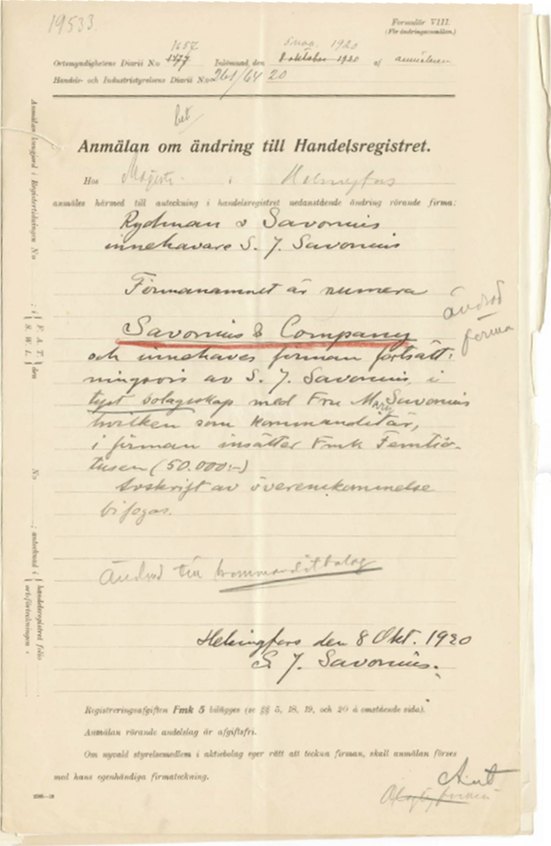
Charter of "Savonius & Company", 1920

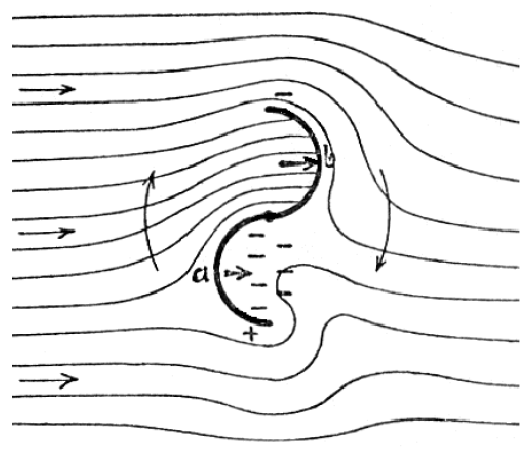
Fluxo em um rotor Savonius (esboço de Savonius)
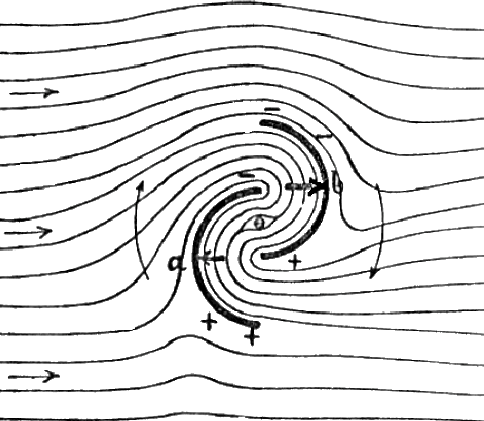
Fluxo em um rotor Savonius (esboço de Savonius)
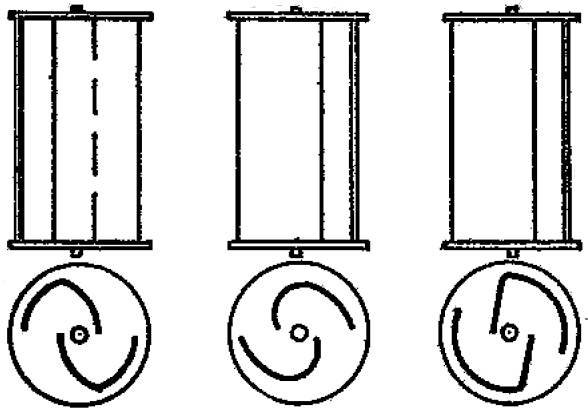
Perfis testados por Savonius (esboço de Savonius)
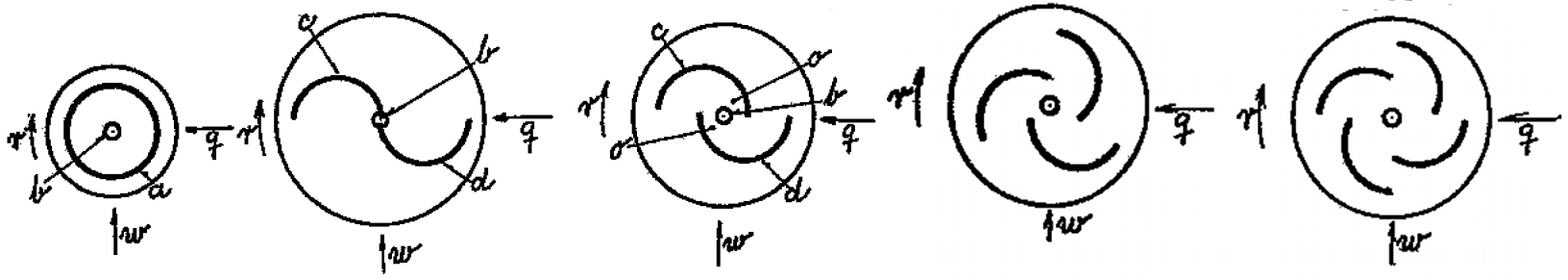
Variantes dos rotores que Savonius construiu (esboço de Savonius)

## Patentes

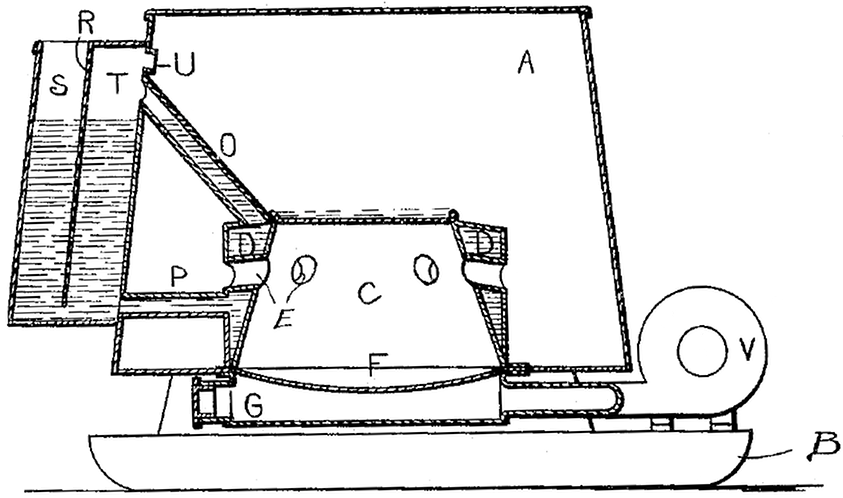
Patent drawing from 1915 of Savonius' snow-melting apparatus

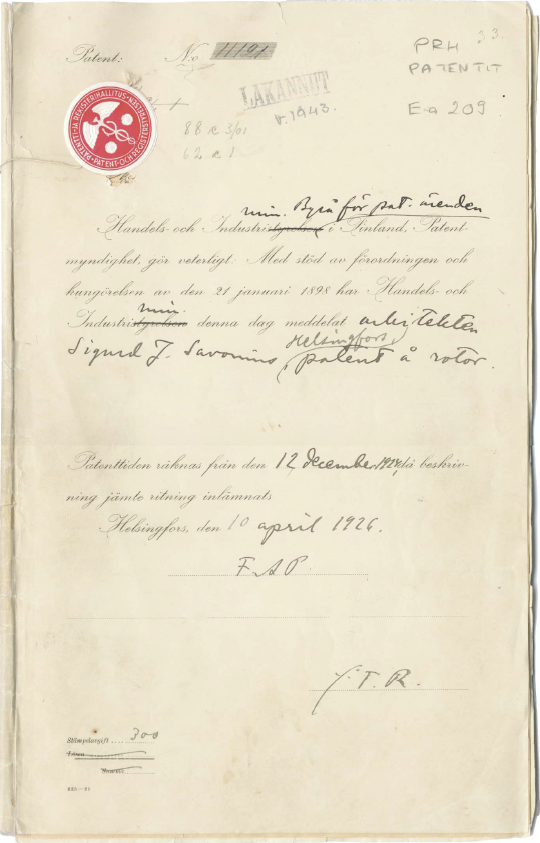
Cover of the Finnish patent for the Savonius-Rotor

- "Apparatus for melting snow and the like", US Patent 1125732, 19 January 1915 (pdf)
- "Snow Melter Apparatus / Appareil A Fondre La Neige", CanadianPatent CA000000196319A, 20 January 1920
- "Apparatus for melting snow and the like", US Patent US000001339719A, 11 May 1920
- "Anordning för åstadkommande av konstgjort drag på snösmältare utan användning av bläster", Finnish Patent FI000000008437A, 1 April 1921
- "Kakelugnsinsats", Finnish Patent FI000000008502A, 22 June 1921
- "Bränslebrikett eller stycke jämte härför avsedd ugn eller kamin, användbar även för löst bränsle", Finnish Patent FI000000008501A, 22 June 1921
- "Kokapparat för hällspisar", Finnish Patent FI000000008500A, 22 June 1921
- "Cheminée ou poele pour combustion centrale", French Patent FR000000528762A, 18 November 1921
- "Förbränningsanordning", Finnish Patent FI000000009093A, 18 July 1922
- "Machine à fondre la neige ", French Patent FR000000592249A, 29 July 1925
- "ΣΤΡΟΒΙΛΛΟΣ", Greek Patent GR250100998, 14 August 1925
- "Schneeschmelzmaschine", Austrian Patent AT000000102020B, 10 December 1925
- "Rotor", French Patent FR000000601266A, 26 February 1926
- "Rotor", Finnish Patent FI000000011121A, 10 April 1926
- "Rotor", Austrian Patent AT000000103819B, 26 July 1926
- "Improvements in or relating to wind rotors for producing rotary power and generating cross drive", British Patent GB000000244414A, 9 September 1926
- "Improvements in or relating to wind rotors", British Patent GB000000264219A, 13 January 1927
- "Rotor eller roterende Drivanordning", Danish Patent DK000000037015C, 17 January 1927
- "Schneeschmelzvorrichtung ", German Patent DE000000452742A, 21 November 1927
- "Rotor / Rotor", Canadian Patent CA000000278888A, 27 March 1928
- "Windrad", German Patent DE000000462462A, 17 July 1928
- "Improvements in or relating to wind rotors", British Patent GB000000299634A, 1 November 1928
- "Rotor adapted to be driven by wind or flowing water", US Patent US000001697574A, 1 January 1929
- "Reklamanordning ", Finnish Patent FI000000012540A, 19 July 1929
- "Windrad mit zwei Hohlfluegeln, deren Innenkanten einen zentralen Winddurchlassspalt freigeben und sich uebergreifen", German Patent DE000000495518A, 14 April 1930
- "Wind rotor", US Patent US000001766765A, 24 June 1930
- "Anordnung fuer Lichtschilder, Schaukaesten o. dgl.", German Patent DE000000512187A, 10 November 1930
- "Durch Luftströmung angetriebene Vorrichtung zur Ventilation von geschlossenen Räumen oder zur Verbesserung, bezw. Erhaltung eines Schornsteinzuges.", Swiss Patent CH000000147730A, 30 June 1931

## Publicações
- The wing-rotor in theory and practice. Reprint of edition Helsingfors, 1926, (Omnia-Mikrofilm-Technik), Munich, ca. 1981 (pdf: 11.80 MB)